# Măru, Caraș-Severin
Măru este un sat în comuna Zăvoi din județul Caraș-Severin, Banat, România.

## Imagini

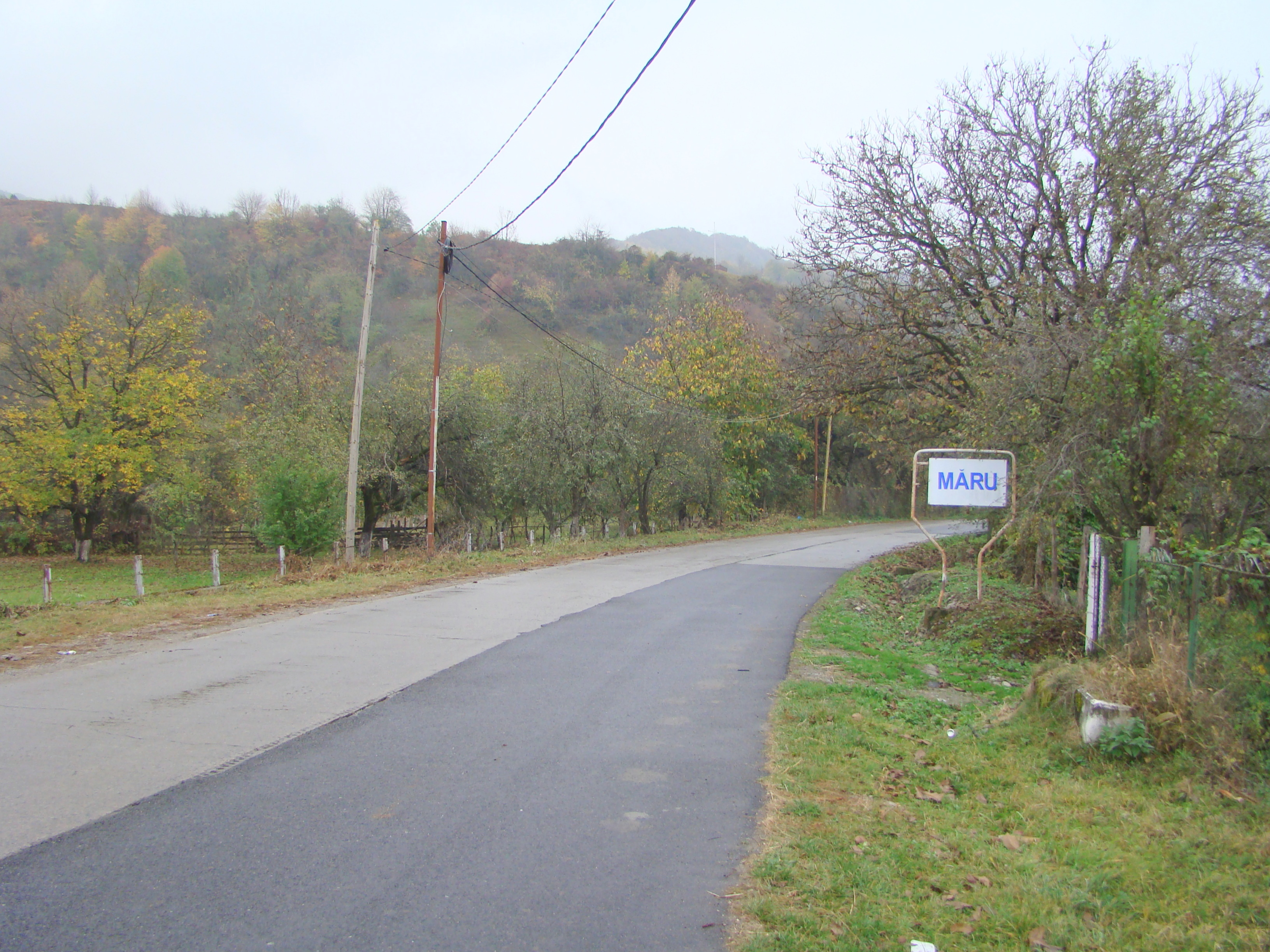
Intrarea în localitate
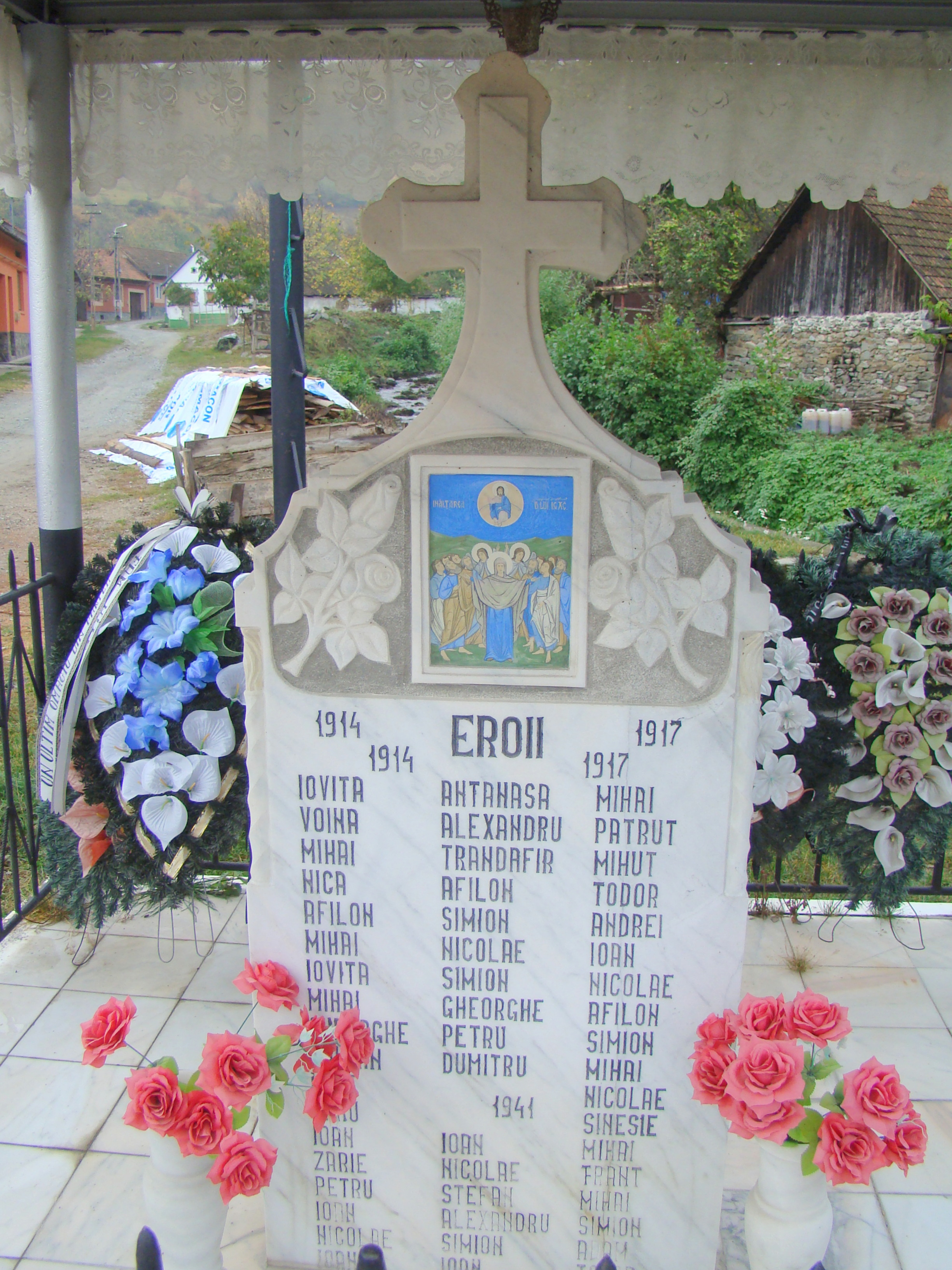
Monumentul eroilor
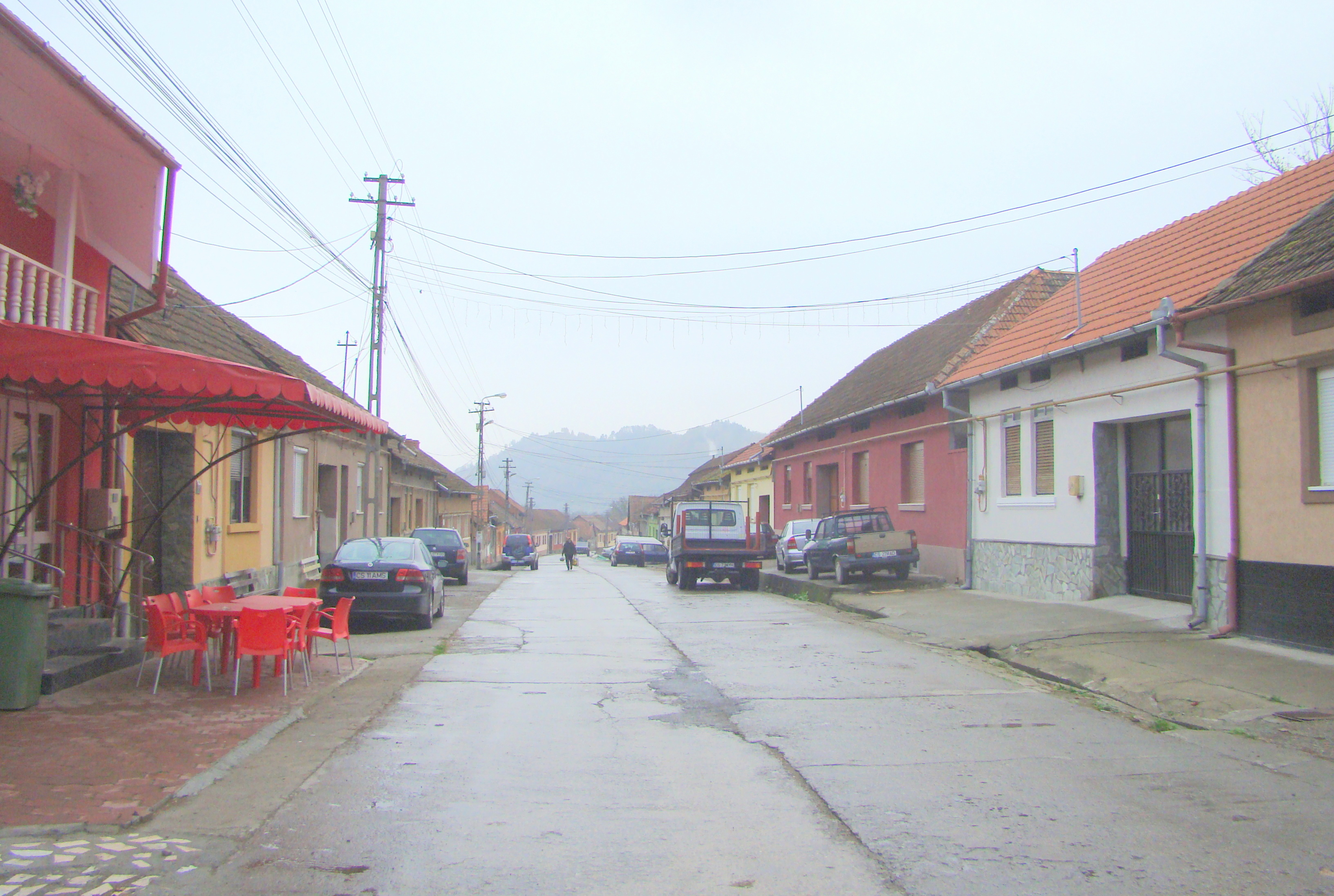
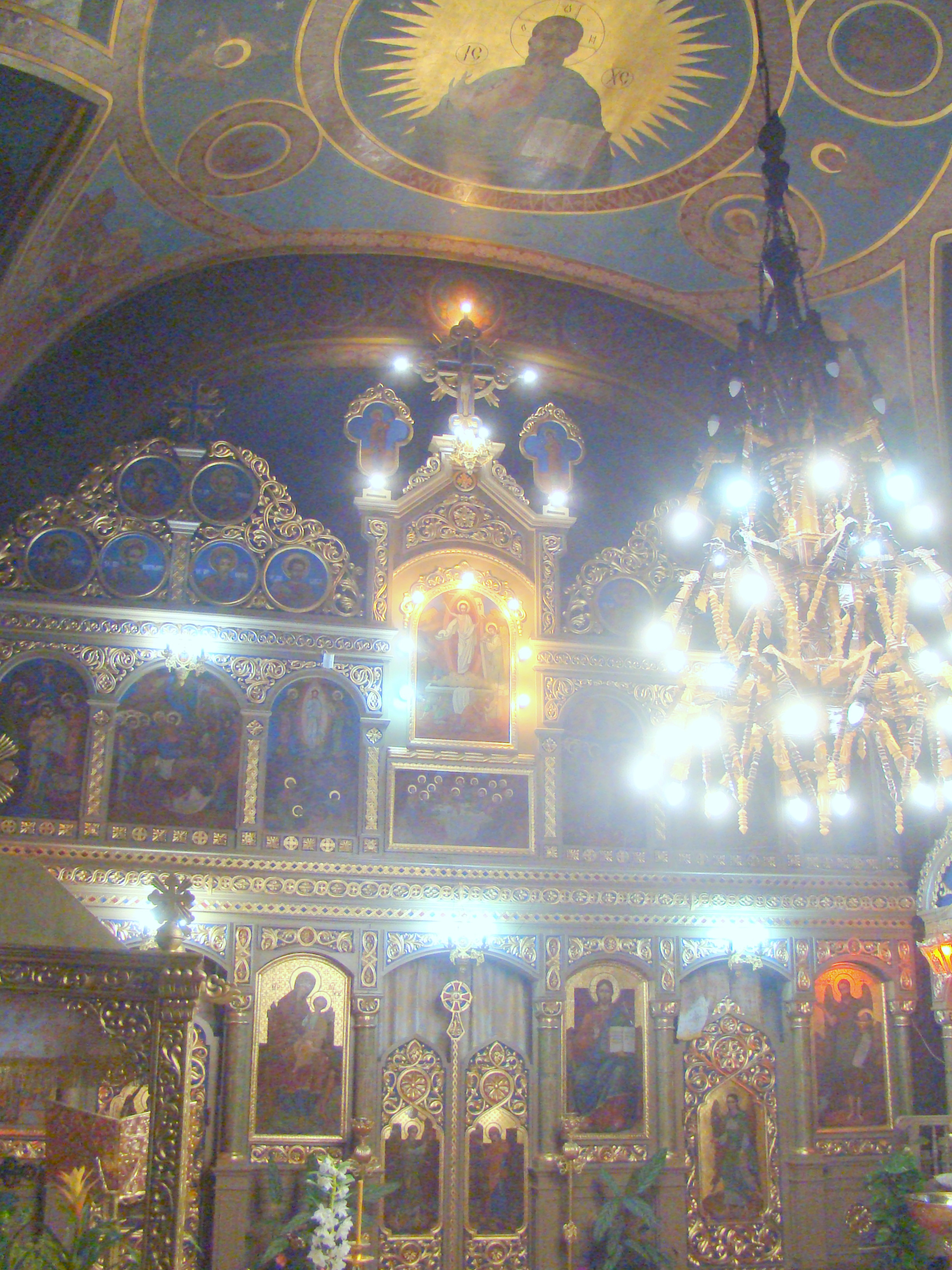
Biserica „Pogorârea Sfântului Duh” (monument istoric)

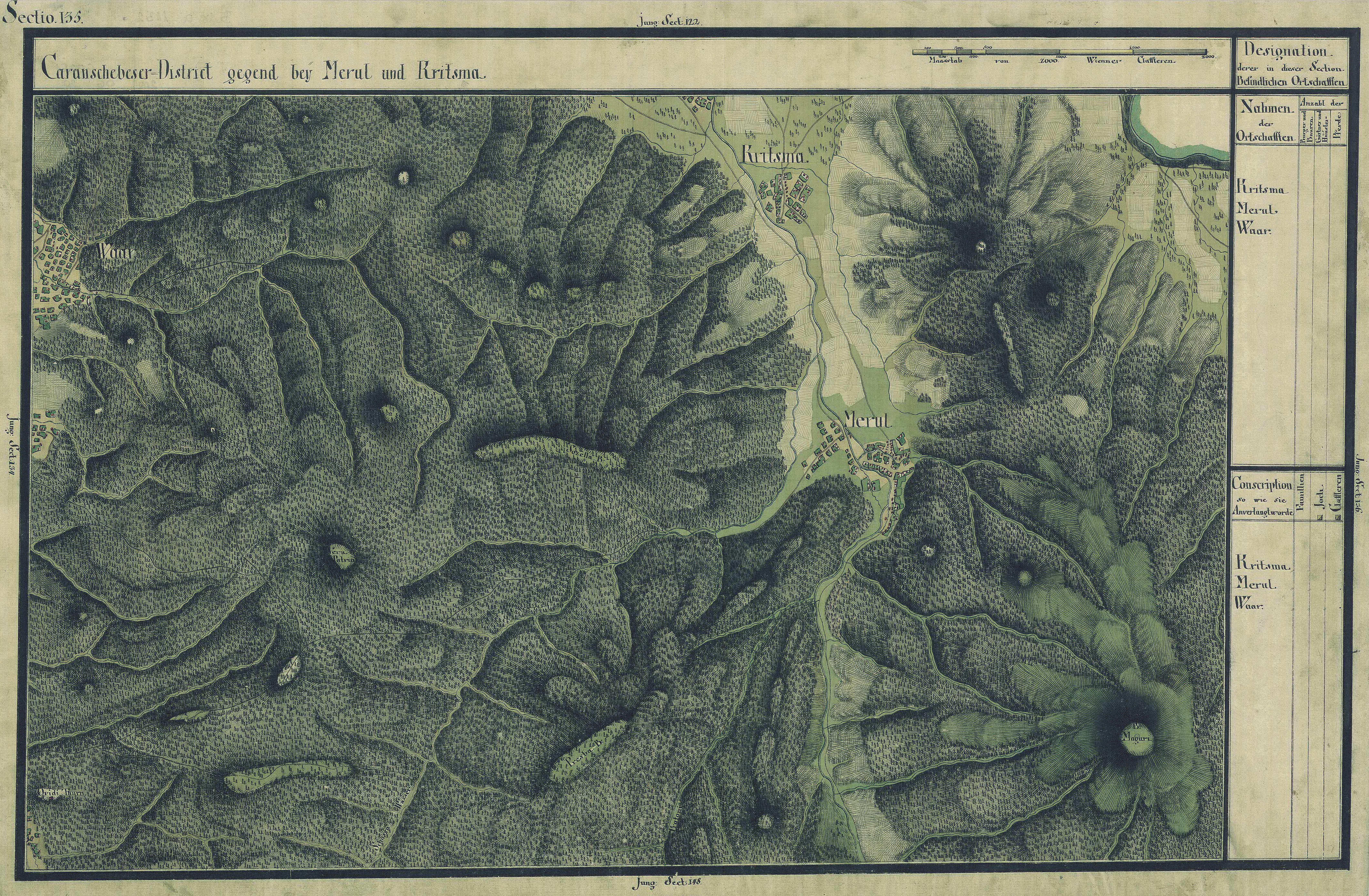
Măru în Harta Iosefină a Banatului, 1769-72